# Morze Żółte
Morze Żółte (chiń. upr. 黄海; chiń. trad. 黃海; pinyin Huánghăi, kor. 황해, Hwanghae) – morze w Azji, odnoga Oceanu Spokojnego między Koreą a wybrzeżem chińskim, na północ od Morza Wschodniochińskiego i na zachód od Morza Japońskiego. Występują w nim zatoki, takie jak: Pohaj, Liaotuńska, Zachodniokoreańska oraz Laizhou. Nazwa morza pochodzi od żółtej barwy wody napływającej z rzeki Huang He (Żółtej Rzeki). Odgrywa duże znaczenie w żegludze różnych typów statków. Dla okolicznej ludności jest miejscem obfitych połowów ryb.
W 2019 roku na listę światowego dziedzictwa UNESCO zostały wpisane, położone w Chinach, rezerwaty ptaków wędrownych zlokalizowane wzdłuż wybrzeża Morza Żółtego i zatoki Pohaj.

## Geografia
Powierzchnia akwenu Morza Żółtego wynosi ok. 417 tys. km², średnia głębokość wynosi 39 m, a największa głębia 106 m. Do morza uchodzi kilkanaście rzek m.in.: Fen He, Huang He, Hai He, Liao He, Luan He oraz Yalu Jiang.
Według Międzynarodowej Organizacji Hydrograficznej granica Morza Żółtego z Morzem Japońskim biegnie od Wyspy Czedżu do południowego wybrzeża Korei Południowej (Jeolla Południowa). Granica z Morzem Wschodniochińskim biegnie od ujścia rzeki Jangcy do Wyspy Czedżu.
Do najważniejszych wysp położonych na Morzu Żółtym należą: Ganghwa, Paengnyŏng oraz Yŏnpyŏng.

### Klimat i hydrologia
Temperatura powietrza oscyluje między 10 °C, a 28 °C. Temperatura wody w zimie w północnej części morza wynosi ok. 0 °C, a w południowej części ok. 6–8 °C, natomiast w lato temperatury wody wynoszą ok. 22–28 °C.
Średnie opady w rejonie Morza Żółtego wynoszą ok. 1000 mm w lato oraz ok. 500 mm w zimie. Średnie zasolenie wynosi 32 promile, w północnej części morza wynosi  ok. 30 promili, a w południowej części ok. 33–34 promili. Przy ujściach rzek spada do 26 promili.